# 源為仲
源 為仲（みなもと の ためなか）は、平安時代後期の武将。河内源氏、源為義の九男。母は江口の遊女であり、鎮西八郎為朝は同母兄にあたる。通称は九郎。

## 略歴
保元の乱では為義に従い、崇徳上皇・藤原頼長方として参戦。敗北し、父と共に兄・義朝のもとに降参する。義朝によって助命嘆願されるも叶わず、義朝の手によって船岡山（京都市北区）において、父や兄弟らと共に斬首された。
兄の為朝を主人公にした江戸時代の曲亭馬琴の読本『椿説弓張月』の中では、為朝を天から迎えにくる使者として登場する。